# Macourek Béla
Macourek Béla, 1921 után vitéz Makláry Béla (Nyebojsza, 1889. november 4. – 1944. július) az Osztrák–Magyar Monarchia 5 légi győzelmet arató ászpilótája volt az első világháborúban. Egyedi megkülönböztető jele a gépe oldalára felfestett piros-fehér-zöld sávok voltak.

## Élete
Macourek Béla 1889. április 2-án született a Pozsony vármegyei Nyebojsza községben (ma Galánta része). 1909-től a szegedi 1. honvéd lovas tüzérosztálynál szolgált. 1914 januárjában hadnaggyá, 1915 szeptemberében főhadnaggyá léptették elő. 1916 nyarán kérelmezte áthelyezését a Légjárócsapatokhoz. Miután elvégezte a bécsújhelyi megfigyelőtiszti tanfolyamot, decemberben az olasz fronton harcoló, Divacca repülőterén elhelyezett 23. repülőszázadhoz került. 1917. május 5-ére összegyűjtötte a 12 ellenséges terület fölötti bevetést, ami meghozta neki a tábori megfigyelőtiszti státuszt. Május 21-én Selo körzetében megszerezte az első légi győzelmét is; Franz Salina pilótával együtt lelőttek egy olasz SPAD gépet. Ezután Haidenschaftban, a 19. repülőszázadnál elvégezte a pilótatanfolyamot. 1917 augusztus végén az Albániában állomásozó 6. távolfelderítő repülőszázadhoz került. Szeptember 20-án megszerezte a tábori pilóta jelvényt. 1918. július 6-án Aviatik D.I gépével Fier mellett sikerült lelőnie egy azonosítatlan típusú francia repülőt. Még ugyanezen a napon egy olasz négyüléses Caproni Ca.3-as bombázót is lelőtt Mifol térségében.    
1918. július 17-én kinevezték az 1. vadászrepülő-század parancsnokává, amelynek akkor a Cattarói-öbölnél, Igalóban volt a bázisa. A század tagja volt a Monarchia egyik legeredményesebb vadászpilótája, Julius Arigi is. Augusztus 23-án Macourek és Arigi egy közös bevetés során az Adria felett lelőttek egy brit Airco DH.4 bombázót. Szeptember 6-án Macourek újabb DH.4-et kényszerített földre és ezzel megszerezte az ászpilótai minősítéshez szükséges ötödik légi győzelmét.  
A békekötést követő zavaros időkben Macourek repülőgéppel tért vissza Magyarországra. A Tanácsköztársaság idején a Vörös Légierő keretében harcolt a csehek, szerbek és románok ellen. Horthy hatalomátvétele után 1921-ben vitézi címet kapott és akkor Makláryra magyarosította a nevét. További sorsa ismeretlen. Haláláról a Magyarország c. napilap 1944. július 18-i száma számolt be rövid hírben. 

## Kitüntetései
- Tiszti Arany Vitézségi Érem
- Tiszti Ezüst Vitézségi Érem
- Katonai Érdemkereszt III. osztály hadidíszítménnyel és kardokkal
- Ezüst Katonai Érdemérem hadiszalagon, kardokkal
- Bronz Katonai Érdemérem hadiszalagon, kardokkal
- Károly Csapatkereszt
- Háborús Emlékérem kardokkal és sisakkal
- Vaskereszt II. osztály

## Győzelmei
| Sorszám | Dátum              | Egység           | Repülőgép             | Ellenfél     |
| ------- | ------------------ | ---------------- | --------------------- | ------------ |
| 1       | 1917 május 21.     | 23. repülőszázad | Hansa-Brandenburg C.I | SPAD VII     |
| 2       | 1918 július 6.     | 6. repülőszázad  | Aviatik D.I           | D.H.9        |
| 3       | 1918 július 6.     | 6. repülőszázad  | Aviatik D.I           | Caproni Ca.3 |
| 4       | 1918 augusztus 23. | 1. repülőszázad  | Aviatik D.I           | D.H.4        |
| 5       | 1918 szeptember 6. | 1. repülőszázad  | Aviatik D.I           | D.H.4        |